# Cyclosa olorina
Cyclosa olorina är en spindelart som beskrevs av Simon 1900. Cyclosa olorina ingår i släktet Cyclosa och familjen hjulspindlar. Inga underarter finns listade i Catalogue of Life.